# Simon Shnapir
Simon Shnapir (Moscou, RSFS da Rússia, 20 de agosto de 1987) é um ex-patinador artístico americano, que competiu nas duplas. Com sua parceira Marissa Castelli, eles foram medalhistas de bronze no Campeonato dos Quatro Continentes de Patinação Artística no Gelo em 2013, e duas vezes campeões do campeonato nacional americano (2013 e 2014). Nos Jogos Olímpicos de Inverno de 2014 em Sóchi, Castelli e Shnapir receberam a medalha de bronze na competição por equipes, e terminaram na nona posição nas duplas.
Em maio de 2014, Castelli e Shnapir anunciaram o fim da parceria. Em 28 de maio de 2014, a Associated Press informou que Shnapir se uniu com DeeDee Leng. Ao final da temporada 2014–2015 anunciou sua retirada das competições.

## Principais resultados

### Com DeeDee Leng
| Resultados                    | Resultados    | Resultados    | Resultados    | Resultados    | Resultados    | Resultados    | Resultados    | Resultados    | Resultados    | Resultados    | Resultados    | Resultados    | Resultados    | Resultados    |
| Internacional                 | Internacional | Internacional | Internacional | Internacional | Internacional | Internacional | Internacional | Internacional | Internacional | Internacional | Internacional | Internacional | Internacional | Internacional |
| Evento/Temporada              | 2014– 2015    |               |               |               |               |               |               |               |               |               |               |               |               |               |
| ----------------------------- | ------------- | ------------- | ------------- | ------------- | ------------- | ------------- | ------------- | ------------- | ------------- | ------------- | ------------- | ------------- | ------------- | ------------- |
| GP NHK Trophy                 | 6.º           |               |               |               |               |               |               |               |               |               |               |               |               |               |
| GP Rostelecom Cup             | 8.º           |               |               |               |               |               |               |               |               |               |               |               |               |               |
| Nacional                      |               |               |               |               |               |               |               |               |               |               |               |               |               |               |
| Campeonato dos Estados Unidos | 8.º           |               |               |               |               |               |               |               |               |               |               |               |               |               |

### Com Marissa Castelli
| Resultados | Resultados        | Resultados        | Resultados        | Resultados      | Resultados    | Resultados    | Resultados        | Resultados      | Resultados    | Resultados    | Resultados    | Resultados    | Resultados    | Resultados    |
| Internacional | Internacional     | Internacional     | Internacional     | Internacional   | Internacional | Internacional | Internacional     | Internacional   | Internacional | Internacional | Internacional | Internacional | Internacional | Internacional |
| Evento/Temporada | 2006– 2007        | 2007– 2008        | 2008– 2009        | 2009– 2010      | 2010– 2011    | 2011– 2012    | 2012– 2013        | 2013– 2014      |               |               |               |               |               |               |
| --- | ----------------- | ----------------- | ----------------- | --------------- | ------------- | ------------- | ----------------- | --------------- | ------------- | ------------- | ------------- | ------------- | ------------- | ------------- |
| Jogos Olímpicos |                   |                   |                   |                 |               |               |                   | 9.º             |               |               |               |               |               |               |
| Campeonato Mundial |                   |                   |                   |                 |               |               | 13.º              | 11.º            |               |               |               |               |               |               |
| Campeonato dos Quatro Continentes |                   |                   |                   | 10.º            |               |               | Medalha de bronze |                 |               |               |               |               |               |               |
| GP NHK Trophy |                   |                   |                   |                 |               | 7.º           | Medalha de bronze | 4.º             |               |               |               |               |               |               |
| GP Skate America |                   |                   |                   |                 | 6.º           |               | 5.º               | 6.º             |               |               |               |               |               |               |
| GP Skate Canada International |                   |                   |                   |                 | 4.º           |               |                   |                 |               |               |               |               |               |               |
| GP Trophée Éric Bompard |                   |                   |                   | 7.º             |               |               |                   |                 |               |               |               |               |               |               |
| Ice Challenge |                   |                   |                   |                 |               |               | Medalha de ouro   |                 |               |               |               |               |               |               |
| Ondrej Nepela Trophy |                   |                   |                   |                 |               | 4.º           |                   |                 |               |               |               |               |               |               |
| U.S. International Figure Skating Classic |                   |                   |                   |                 |               |               |                   | 4.º             |               |               |               |               |               |               |
| Internacional – Júnior |                   |                   |                   |                 |               |               |                   |                 |               |               |               |               |               |               |
| Campeonato Mundial Júnior |                   |                   | Medalha de bronze |                 |               |               |                   |                 |               |               |               |               |               |               |
| JGP Grand Prix Júnior Final |                   |                   | 6.º               |                 |               |               |                   |                 |               |               |               |               |               |               |
| JGP JGP Estônia |                   | 10.º              |                   |                 |               |               |                   |                 |               |               |               |               |               |               |
| JGP JGP Reino Unido |                   |                   | 4.º               |                 |               |               |                   |                 |               |               |               |               |               |               |
| JGP JGP República Tcheca |                   |                   | 4.º               |                 |               |               |                   |                 |               |               |               |               |               |               |
| Nacional |                   |                   |                   |                 |               |               |                   |                 |               |               |               |               |               |               |
| Campeonato dos Estados Unidos |                   |                   |                   | 10.º            | 5.º           | 5.º           | Medalha de ouro   | Medalha de ouro |               |               |               |               |               |               |
| Campeonato dos Estados Unidos – Júnior |                   |                   | Medalha de bronze |                 |               |               |                   |                 |               |               |               |               |               |               |
| Campeonato dos Estados Unidos – Noviço | 9.º               | Medalha de bronze |                   |                 |               |               |                   |                 |               |               |               |               |               |               |
| Regional Leste |                   |                   |                   | Medalha de ouro |               |               |                   |                 |               |               |               |               |               |               |
| Regional Leste – Noviço | Medalha de peltre | Medalha de ouro   |                   |                 |               |               |                   |                 |               |               |               |               |               |               |
| Equipes |                   |                   |                   |                 |               |               |                   |                 |               |               |               |               |               |               |
| Jogos Olímpicos |                   |                   |                   |                 |               |               |                   | 3T/5P           |               |               |               |               |               |               |
| Troféu Mundial por Equipes |                   |                   |                   |                 |               |               | 1T/5P             |                 |               |               |               |               |               |               |
| |                   |                   |                   |                 |               |               |                   |                 |               |               |               |               |               |               |
| Legenda: GP = Grand Prix; JGP = Grand Prix Júnior; T = Posição da equipe; P = Posição individual; Competição não foi disputada nesta temporada |                   |                   |                   |                 |               |               |                   |                 |               |               |               |               |               |               |